# Heinrich Otto Wieland
Heinrich Otto Wieland (4.6.1877 – 5.8.1957) là nhà hóa học người Đức. Ông đã đoạt giải Nobel Hóa học năm 1927 cho công trình nghiên cứu về axít mật. Năm 1901 Wieland đậư bằng tiến sĩ tại Đại học München khi nghiên cứu dưới sự hướng dẫn của Johannes Thiele. Năm 1904 ông hoàn tất habilitation của mình, rồi dạy ở trường đại học. Đầu năm 1907 ông làm cố vấn cho công ty dược phẩm Boehringer-Ingelheim. Năm 1914 ông làm phó giáo sư dạy các đề tài đặc biệt về hóa học hữu cơ, và làm Giám đốc ngành Hóa học hữu cơ của Phòng thí nghiệm quốc gia ở München. Từ năm 1917 tới năm 1918 Wieland làm việc trong Viện Hóa Lý và Điện hóa học Kaise Wilhelm (Kaiser Wilhelm Institute for Physical Chemistry and Elektrochemistry) ở Dahlem do Fritz Haber lãnh đạo  thay cho nghĩa vụ quân sự thông thường. Tại đây ông tham gia vào việc nghiên cứu vũ khí, chẳng hạn việc tìm chất tổng hợp mới cho khí mustard. Ông cũng được công nhận là người đầu tiên tìm ra việc tổng hợp chất Adamsite.
Từ năm 1913 tới 1921, ông làm giáo sư ở Đại học Kỹ thuật München. Sau đó ông chuyển tới Đại học Freiburg làm người kế thừa Ludwig Gattermann. Tại Freiburg ông bắt đầu nghiên cứu về độc chất của cóc và các "axít mật". Kết hợp với công ty dược phẩm Boehringer-Ingelheim ông làm các alkaloid tổng hợp, chẳng hạn như morphine và strychnine
Năm 1925 Wieland kế thừa Richard Willstätter làm giáo sư hóa học tại Đại học München.
Năm 1941, Wieland cô lập chất độc alpha-amanitin, nhân tố hoạt động chính của một trong các nấm độc nhất là Nấm tử thần.
Wieland đã che chở thành công các người khác, nhất là các sinh viên Do Thái, những người là "gánh nặng chủng tộc" (racially burdened) theo Luật Nuremberg. Các sinh viên đã bị trục xuất vì là gánh nặng chủng tộc có thể ở lại làm việc trong nhóm của Heinrich Wieland như các nhà hóa học hoặc như "Gäste des Geheimrats" (các khách của Hội đồng cơ mật).
Sau khi quyên góp tiền cho Clara Huber, vợ góa của Kurt Huber, thì Hans Conrad Leipelt, một sinh viên của Wieland, đã bị xử tử hình.

## Gia đình
Cha của Heinrich, Theodor Wieland (1846 - 1928) là một dược sĩ có bằng tiến sĩ hóa học. Ông làm chủ một xưởng luyện vàng và bạc ở Pforzheim . Heinrich Wieland là anh em họ của Helene Boehringer, góa phụ của Albert Boehringer, người sáng lập ra công ty Boehringer-Ingelheim. Từ năm 1915 tới cuối năm 1920, ông là cố vấn của công ty Boehringer-Ingelheim và trong thời gian này, ông đã lập ra phân ban khoa học đầu tiên của công ty này.
Eva Wieland, con gái của Heinrich Wieland, kết hôn với Feodor Lynen ngày 14.5.1937.

## Giải Heinrich Wieland
Từ năm 1964, giải Heinrich Wieland được trao hàng năm cho các công trình nghiên cứu hóa học, hóa sinh, sinh lý học và thuốc chữa bệnh gồm các lipít cùng các chất liên quan. Giải này nằm trong số giải thưởng khoa học quốc tế đáng quý nhất, có lịch sử thành công trên 40 năm. Tới nay, giải đã được trao tặng cho 58 nhà khoa học. Giải Heinrich Wieland được công ty Boehringer Ingelheim bảo trợ và được một Ban quản trị xét trao giải.